# XeroBank Browser
xB browser, tidigare TorPark och XeroBank Browser, är en variant av Mozilla Firefox, Portable Edition med Tor inbyggt. Torpark är tänkt att användas på portabel media, såsom ett USB-minne eller en CD-ROM, men det kan också köras från hårddisken. Torpark gör att användaren kan etablera en säker och krypterad uppkoppling till vilken som helst av de Tor-routrarna som finns, från vilken dator som helst. Webbläsaren rensar all data som skapades när den avslutas eller när användaren ger det kommandot. 
Torpark skapades av Steve Topletz, med hjälp från John T. Haller, som är skaparen av Mozilla Firefox, Portable Edition.